# پلاید کامری
پلاید کامری (ولزی: Plaid Cymru) حزبی سیاسی و سوسیال دموکرات در کشور ولز است که حامی جدایی از بریتانیا و تشکیل کشوری مستقل است. این حزب سیاسی در سال ۱۹۲۵ میلادی تأسیس شد. این حزب هم‌اکنون یکی از چهار کرسی مختص به ولز را در پارلمان اروپا در اختیار دارد.
در سال ۲۰۱۲ به صورت رسمی ۷٬۸۶۳ نفر عضو این حزب سیاسی بودند که شمار اعضای این حزب چپ‌گرا و استقلال‌طلب ولزی نسبت به گذشته رشدی نسبتاً چشم‌گیر داشته است. هم‌اکنون جیل اونس نمایندهٔ این حزب در پارلمان اروپا می‌باشد که در سال ۲۰۱۴ میلادی در انتخابات پارلمان اروپا پیروز شد.

## اهداف سیاسی
از اهداف و مرام‌نامه‌های مهم این حزب می‌توان به موارد زیر اشاره کرد:
- پیشرفت و ترقی قوانین ولز بر اساس قوانین اساسی و با دید نائل شدن جدایی از بریتانیا.
- حصول اطمینان از موفقیت اقتصادی و عدالت اجتماعی در راستای اصول سوسیالیسم
- ساخت ملتی چندزبانه و احیای زبان ولزی
- کمک به رشد توسعهٔ مشارکت ولز در جامعه جهانی و نتیجتاً پذیرفته شدن کشور ولز در جزو فهرست اعضای سازمان ملل متحد.

## رهبران حزب
|   | نام           | جایگاه حزبی                                                                     | حوزه انتخابی (در صورت داشتن)             | توضیحات                                       |
| - | ------------- | ------------------------------------------------------------------------------- | ---------------------------------------- | --------------------------------------------- |
| ۱ | لیان وود      | رهبر حزب از سال ۲۰۱۲ و همچنین رئیس فراکسیون نمایندگان حزب در مجلس شورای ملی ولز | جنوب و مرکز ولز                          |                                               |
| ۲ | داویس ویگلی   | رئیس افتخاری حزب از سال ۲۰۱۱ میلادی                                             |                                          | رئیس سابق فراکسیون حزب در مجلس اعیان بریتانیا |
| ۳ | الفین اوید    | رهبر فراکسیون حزب در پارلمان بریتانیا                                           |                                          |                                               |
| ۴ | جیل اونس      | رهبر حزب در پارلمان اروپا                                                       | حوزه انتحابی بریتانیا برای پارلمان اروپا | رهبر پیشین حزب                                |
| ۵ | روهند ریچاردز | دبیر کل و مدیر اجرایی                                                           |                                          | منصوب شده از ژوئن ۲۰۱۱                        |